# Duke (Kiseljak)
Duke es un pueblo ubicado en el municipio de Kiseljak, en el cantón de Bosnia Central, Bosnia y Herzegovina.

## Superficie
Cuenta con una superficie de 2,70 kilómetros cuadrados.

## Demografía
Hasta 2013 la población era de 27 habitantes, con una densidad de población de 10,0 habitantes por kilómetro cuadrado.